# 우즈베크어 위키백과

우즈베크어 위키백과

우즈베크어 위키백과(우즈베크어: Oʻzbekcha Vikipediya)는 우즈베크어 버전의 위키백과이다. 2003년 12월 서비스를 시작했으며 키릴 문자, 라틴 문자 두 가지 버전으로 쓰인다.